# إبراهيم أبو الرب
إبراهيم أبو الرُب فنان تشكيلي فلسطيني (مواليد القدس عام 1949). حصل على بكالوريوس الفنون الجميلة من القاهرة عام 1976. ودرجة الماجستير عام 1982 ودرجة الدكتوراه في الفنون الجميلة من القاهرة عام 1987. وعَمِل في كلية التربية – الجامعة الأردنية (1980-1985)، وعمل مدرساً في الكويت لِمساق التربية الفنية (الهيئة العامة للتعليم التطبيقي والتدريب). وعمل أستاذاً مساعداً بجامعة البتراء عام 1995.
أقام عشرة معارض فردية، وشارك في العديد من المعارض الجماعية في القاهرة وعمان. نال جائِزة الدولة التقديرية في الأردن لعام 1995 مُناصفةً مع فنان آخر. يتَّسِم أسلوب إبراهيم أبو الربّ بالسريالية، التعبيرية والرمزية. ويتركز موضوعه حول الهمّ الفلسطيني اليومي، بلغةٍ ملحميَّة مركزاً على الأحمر والأزرق، إضافة للأسود والأبيض. وقد أنجز إبراهيم أبو الرُبّ مجموعة من الجداريات.

## أعمال مشهورة
جدارية «الثورة العربية الكبرى»، جدارية «يالو – غُرنيكا فلسطين»، جدارية «مسيرة الشعب العظيم».